# Maurice Trintignant
Maurice Trintignant (Sainte-Cécile-les-Vignes, Vaucluse; 30 de octubre de 1917-Nimes, Gard; 13 de febrero de 2005) fue un piloto francés de carreras automovilísticas.
Fue hermano del piloto de Bugatti Louis Trintignant, muerto en 1933 durante la carrera Péronne en Picardía y tío del renombrado actor cinematográfico francés Jean-Louis Trintignant. 
Comenzó a pilotar coches en 1938. En 1950 cosechó el suficiente éxito en los Grandes Premios para entrar en la recientemente establecida Fórmula 1, donde competiría hasta su retirada tras la temporada de 1964. 1954 y 1955 fueron sus mejores años en la F1, terminando 4.º en los campeonatos de ambos años. En 1954 ganó en el torneo de las 24 Horas de Le Mans y el Gran Premio de Mónaco en 1955 y de nuevo en 1958.
En su paso por la Fórmula 1 participado en una gran cantidad de equipos como Ferrari, Maserati, Cooper, BRM, y  Bugatti entre otros.
En 1956, condujo un Bugatti Tipo 251 en el Gran Premio de Francia, convirtiéndose en el último piloto en representar la famosa marca en un Gran Premio.
Tras su retirada de las carreras, Maurice Trintignant retornó a la vida tranquila dedicándose a la viticultura cerca de la ciudad de Vergèze, en Languedoc-Rosellón, Francia, donde tiempo después sería elegido alcalde. Trintignant murió en 2005 a la edad de 87 años.

## Resultados

### Fórmula 1
(Clave) (negrita indica pole position) (cursiva indica vuelta rápida)
| Año  | Escudería                 | 1        | 2       | 3       | 4       | 5       | 6       | 7       | 8       | 9       | 10      | 11      | Pos. | Puntos |
| ---- | ------------------------- | -------- | ------- | ------- | ------- | ------- | ------- | ------- | ------- | ------- | ------- | ------- | ---- | ------ |
| 1950 | Equipe Gordini            | GBR      | MON Ret | 500     | SUI     | BEL     | FRA     | ITA Ret |         |         |         |         | NC   | 0      |
| 1951 | Equipe Gordini            | SUI      | 500     | BEL     | FRA Ret | GBR     | GER Ret | ITA Ret | ESP Ret |         |         |         | NC   | 0      |
| 1952 | Ecurie Rosier             | SUI DNS  | 500     | BEL     |         |         |         |         |         |         |         |         | 16.º | 2      |
| 1952 | Equipe Gordini            |          |         |         | FRA 5   | GBR Ret | GER Ret | NED 6   | ITA Ret |         |         |         | 16.º | 2      |
| 1953 | Equipe Gordini            | ARG 7*   | 500     | NED 6   | BEL 5   | FRA Ret | GBR Ret | GER Ret | SUI Ret | ITA 5   |         |         | 12.º | 4      |
| 1954 | Ecurie Rosier             | ARG 4    | 500     |         |         |         |         |         |         |         |         |         | 4.º  | 17     |
| 1954 | Scuderia Ferrari          |          |         | BEL 2   | FRA Ret | GBR 5   | GER 3   | SUI Ret | ITA 5   | ESP Ret |         |         | 4.º  | 17     |
| 1955 | Scuderia Ferrari          | ARG 2/3‡ | MON 1   | 500     | BEL 6   | NED Ret | GBR Ret | ITA 8   |         |         |         |         | 4.º  | 11 1⁄3 |
| 1956 | Vandervell Products Ltd   | ARG      | MON Ret | 500     | BEL Ret |         | GBR Ret | GER     | ITA Ret |         |         |         | NC   | 0      |
| 1956 | Automobiles Bugatti       |          |         |         |         | FRA Ret |         |         |         |         |         |         | NC   | 0      |
| 1957 | Scuderia Ferrari          | ARG      | MON 5   | 500     | FRA Ret | GBR 4‡  | GER     | PES     | ITA     |         |         |         | 13.º | 5      |
| 1958 | R.R.C. Walker Racing Team | ARG      | MON 1   | NED 9   | 500     |         |         | GBR 8   | GER 3   | POR 8   | ITA Ret | MAR Ret | 7.º  | 12     |
| 1958 | Scuderia Centro Sud       |          |         |         |         | BEL 7   |         |         |         |         |         |         | 7.º  | 12     |
| 1958 | Owen Racing Organisation  |          |         |         |         |         | FRA Ret |         |         |         |         |         | 7.º  | 12     |
| 1959 | R.R.C. Walker Racing Team | MON 3    | 500     | NED 8   | FRA 11  | GBR 5   | GER 4   | POR 4   | ITA 9   | USA 2   |         |         | 5.º  | 19     |
| 1960 | R.R.C. Walker Racing Team | ARG 3    |         |         |         |         |         |         |         |         |         |         | NC   | 0      |
| 1960 | Scuderia Centro Sud       |          | MON Ret | 500     | NED Ret | BEL     | FRA Ret |         |         |         | USA 15  |         | NC   | 0      |
| 1960 | David Brown Corporation   |          |         |         |         |         |         | GBR 11  | POR     | ITA     |         |         | NC   | 0      |
| 1961 | Scuderia Serenissima      | MON 7    | NED     | BEL Ret | FRA 13  | GBR     | GER Ret | ITA 9   | USA     |         |         |         | NC   | 0      |
| 1962 | R.R.C. Walker Racing Team | NED WD   | MON Ret | BEL 8   | FRA 7   | GBR     | GER Ret | ITA Ret | USA Ret | RSA     |         |         | NC   | 0      |
| 1963 | Reg Parnell Racing        | MON Ret  | BEL     | NED     | FRA 8   | GBR     | GER     |         |         |         |         |         | NC   | 0      |
| 1963 | Scuderia Centro Sud       |          |         |         |         |         |         | ITA 9   | USA     | MEX     | RSA     |         | NC   | 0      |
| 1964 | Maurice Trintignant       | MON Ret  | NED     | BEL     | FRA 11  | GBR DNQ | GER 5   | AUT     | ITA Ret | USA     | MEX     |         | 16.º | 2      |

### 24 Horas de Le Mans
| Año     | Equipo                   | Copilotos             | Automóvil                  | Clase  | Vueltas | Pos. | Pos. Clase |
| ------- | ------------------------ | --------------------- | -------------------------- | ------ | ------- | ---- | ---------- |
| 1950    | Automobiles Gordini      | Robert Manzon         | Gordini T15S Coupé         | S 3.0  | 34      | DNF  | DNF        |
| 1951    | Equipe Gordini           | Jean Behra            | Gordini T15S               | S 1.5  | 49      | DNF  | DNF        |
| 1952    | Ecurie Rosier            | Louis Rosier          | Ferrari 340 America Spyder | S 5.0  |         | DNF  | DNF        |
| 1953    | Automobiles Gordini      | Harry Schell          | Gordini T26S               | S 3.0  | 293     | 6.º  | 1.º        |
| 1954    | Scuderia Ferrari         | José Froilán González | Ferrari 375 Plus           | S 5.0  | 302     | 1.º  | 1.º        |
| 1955    | Scuderia Ferrari         | Harry Schell          | Ferrari 735 LM             | S 5.0  | 107     | DNF  | DNF        |
| 1956    | Scuderia Ferrari         | Olivier Gendebien     | Ferrari 625 LM Touring     | S 3.0  | 293     | 3.º  | 2.º        |
| 1957    | Scuderia Ferrari         | Olivier Gendebien     | Ferrari 250 TR             | S 5.0  | 109     | DNF  | DNF        |
| 1958    | David Brown Racing Dept. | Tony Brooks           | Aston Martin DBR1/300      | S 3.0  | 173     | DNF  | DNF        |
| 1959    | David Brown Racing Dept. | Paul Frère            | Aston Martin DBR1/300      | S 3.0  | 322     | 2.º  | 2.º        |
| 1960    | Porsche KG               | Hans Herrmann         | Porsche 718 RS 60          | S 2.0  | 57      | DNF  | DNF        |
| 1961    | Scuderia Serenissima     | Carlo Maria Abate     | Ferrari 250 GT SWB         | GT 3.0 | 162     | DNF  | DNF        |
| 1962    | Maserati France          | Lucien Bianchi        | Maserati Tipo 151/1        | E +3.0 | 152     | DNF  | DNF        |
| 1964    | Maserati France          | André Simon           | Maserati Tipo 151/3        | P 5.0  | 99      | DNF  | DNF        |
| 1965    | Ford France S.A.         | Guy Ligier            | Ford GT40 Spyder           | P 5.0  | 11      | DNF  | DNF        |
| Fuente: |                          |                       |                            |        |         |      |            |

## Principales victorias
- Gran Premio d’Albigeois 1951
- Gran Premio de Caen 1952, 1954
- Gran Premio de Pau 1958, 1959 (F-2), 1962 (F1)
- Gran Premio de Ruan 1954
- Gran Premio de Les Frontières 1938, 1939, 1953
- Gran Premio de Mónaco 1955, 1958
- 24 Horas de Le Mans 1954